# Marquelia
Marquelia è un comune del Messico, situato nello stato di Guerrero, il cui capoluogo è la località omonima.
La municipalità conta 12.912 abitanti (2010) e ha un'estensione di 210,22 km².